# Schiffshebewerk Ronquières

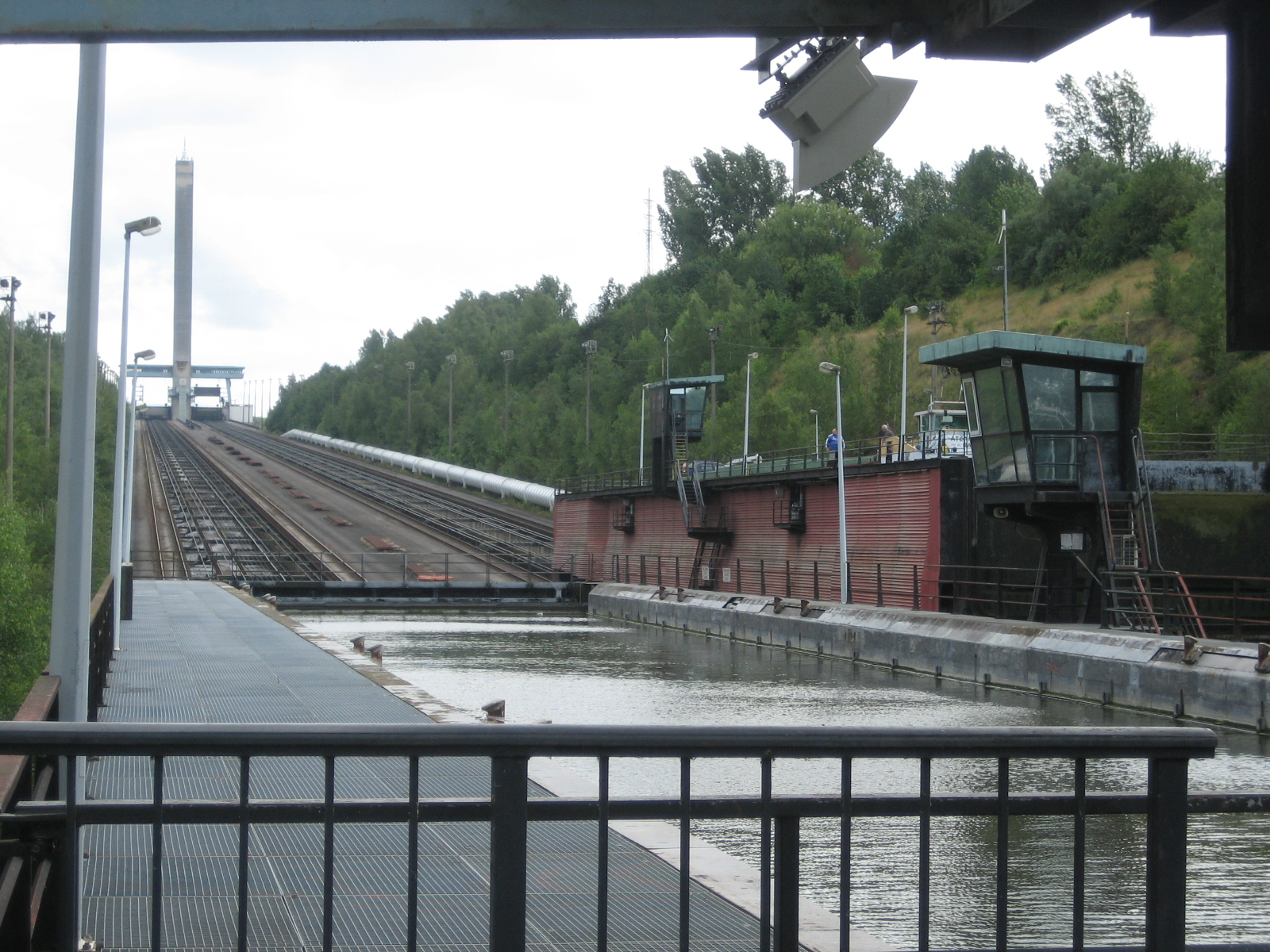
Schiffshebewerk Ronquières

Das Schiffshebewerk Ronquières (französisch Plan incliné de Ronquières, niederländisch Hellend vlak van Ronquières) befindet sich in der belgischen Provinz Hennegau (französisch Hainaut) im Landesteil Wallonien. Es wurde zwischen 1962 und 1968 gebaut und nach dem an seinem unteren Ende gelegenen Dorf Ronquières benannt. Das Schiffshebewerk ersetzt 14 Schleusen im Zuge des Kanals Charleroi–Brüssel.

## Geschichte

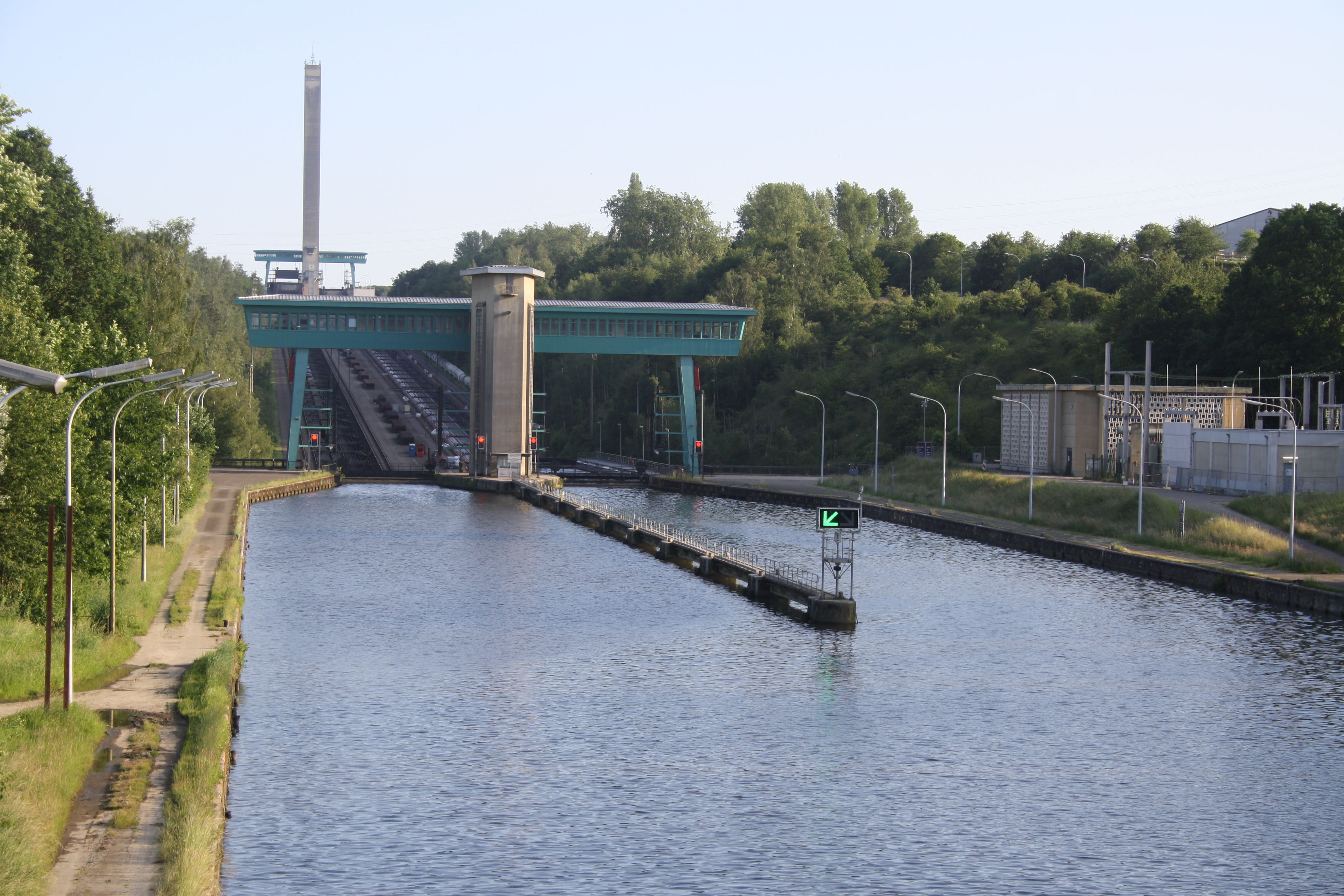
Blick über das Unterwasser auf die Anlage

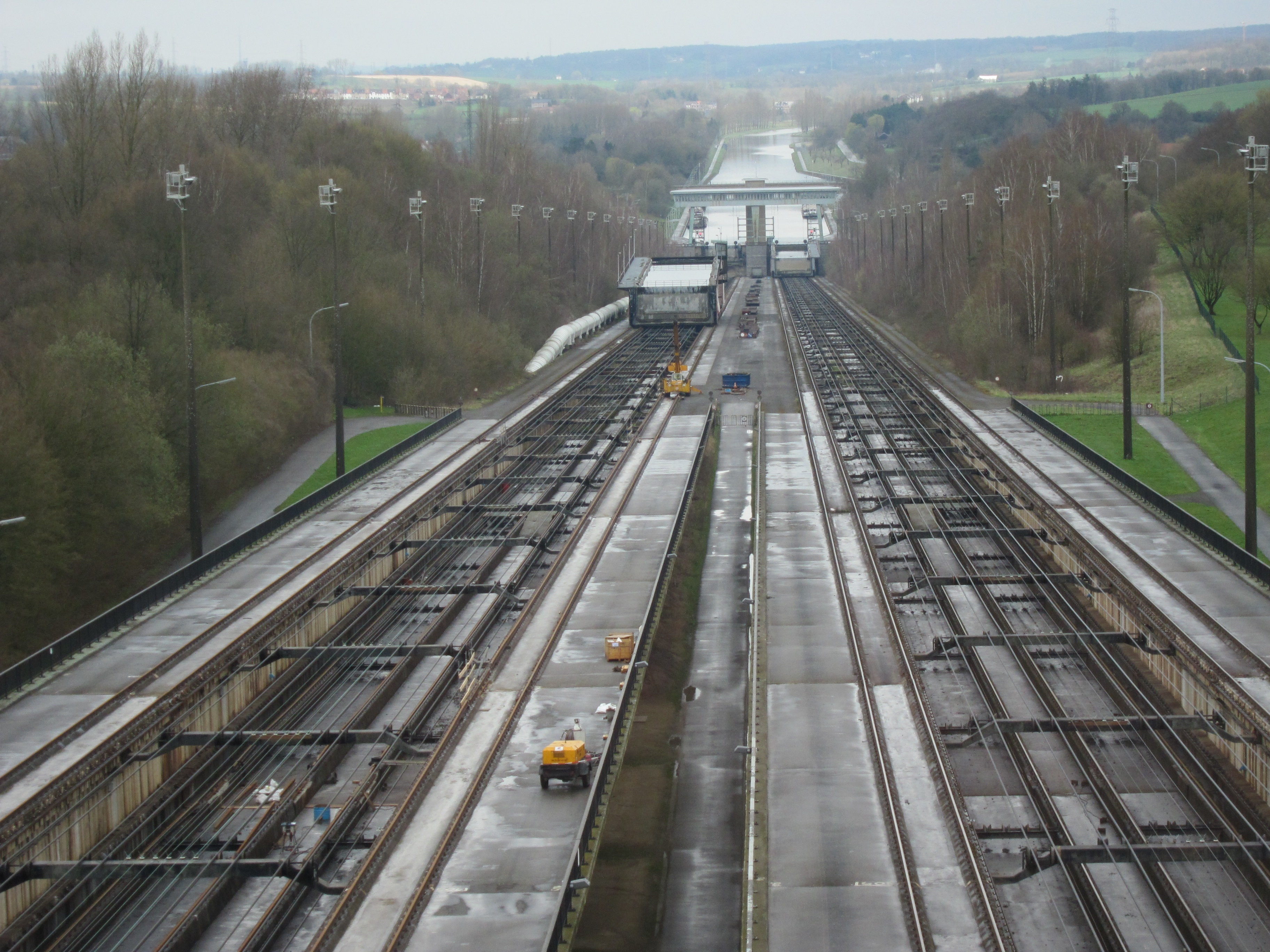
Blick von oben in Richtung Unterwasser

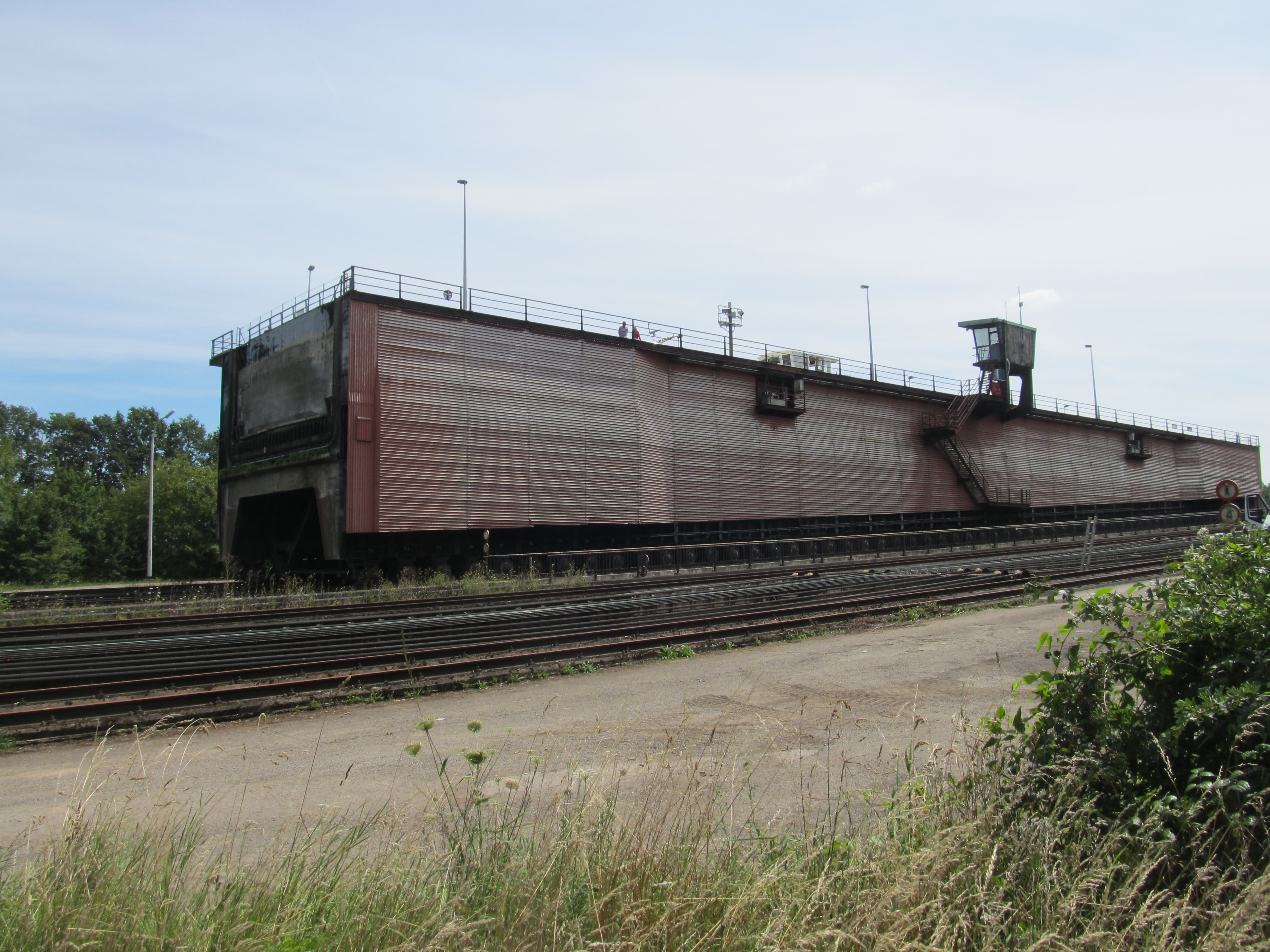
Seitenansicht des östlichen Trogs

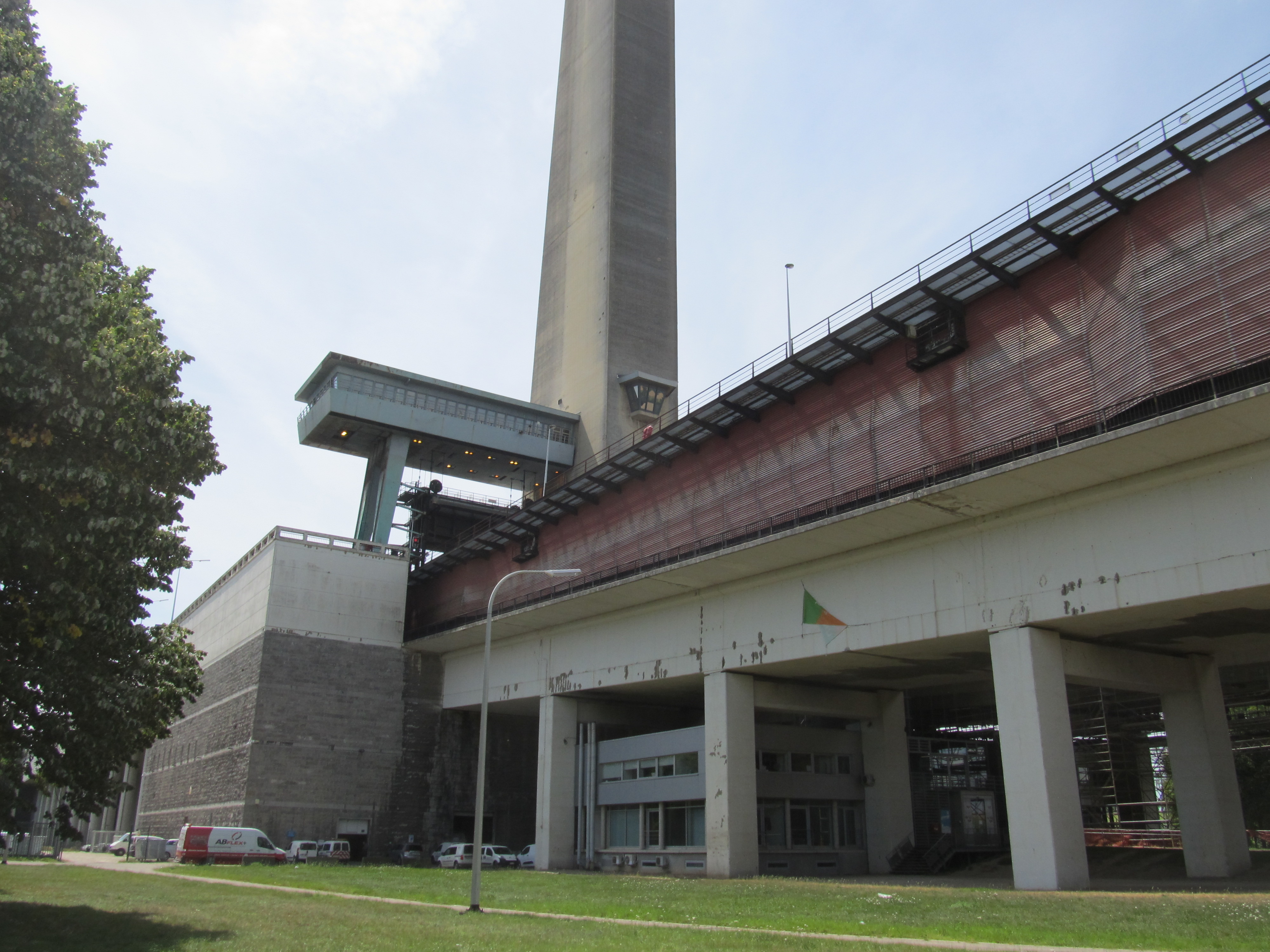
Aufgeständerter oberer Abschnitt der Anlage

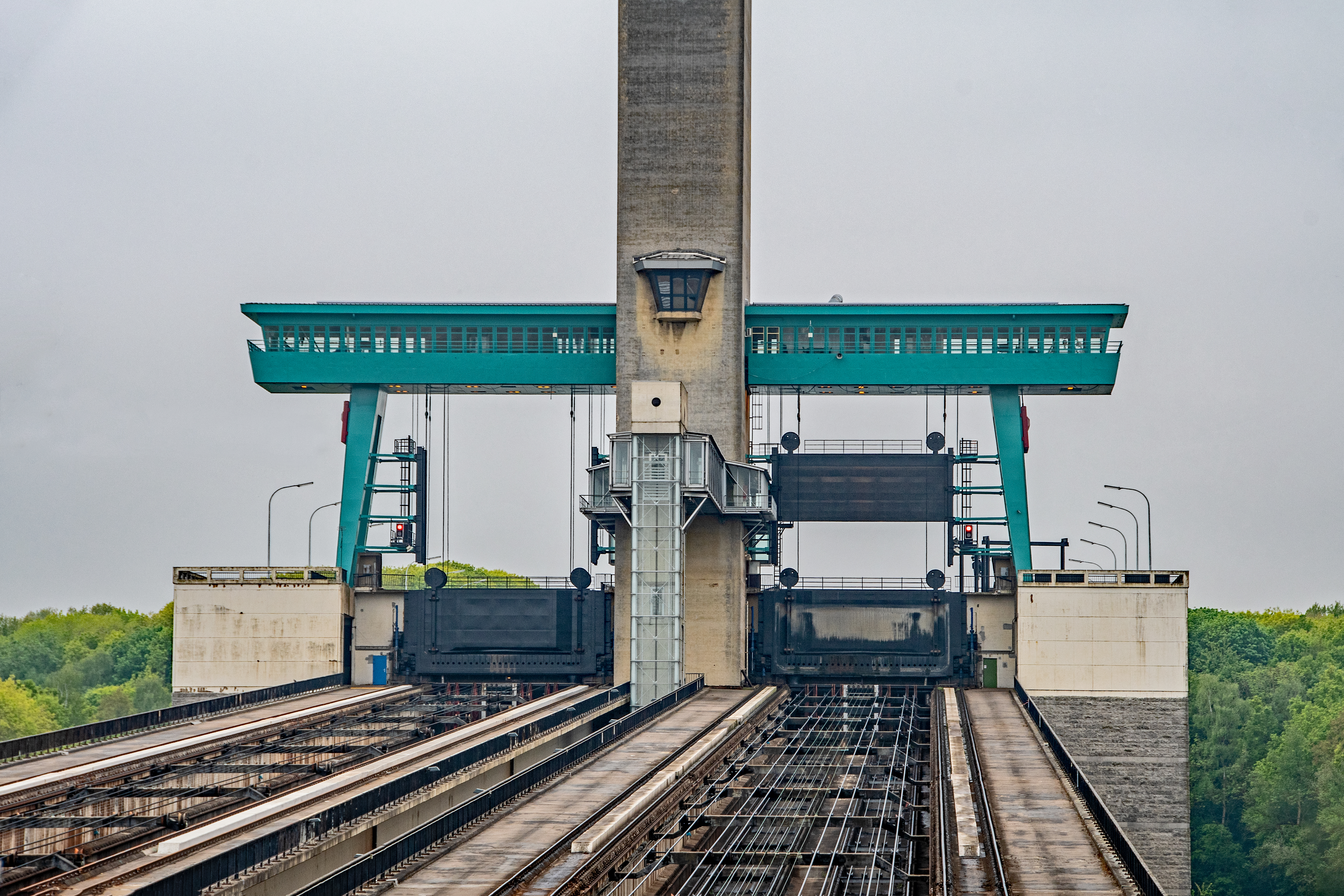
Oberes Ende mit hochgezogenem Kanaltor

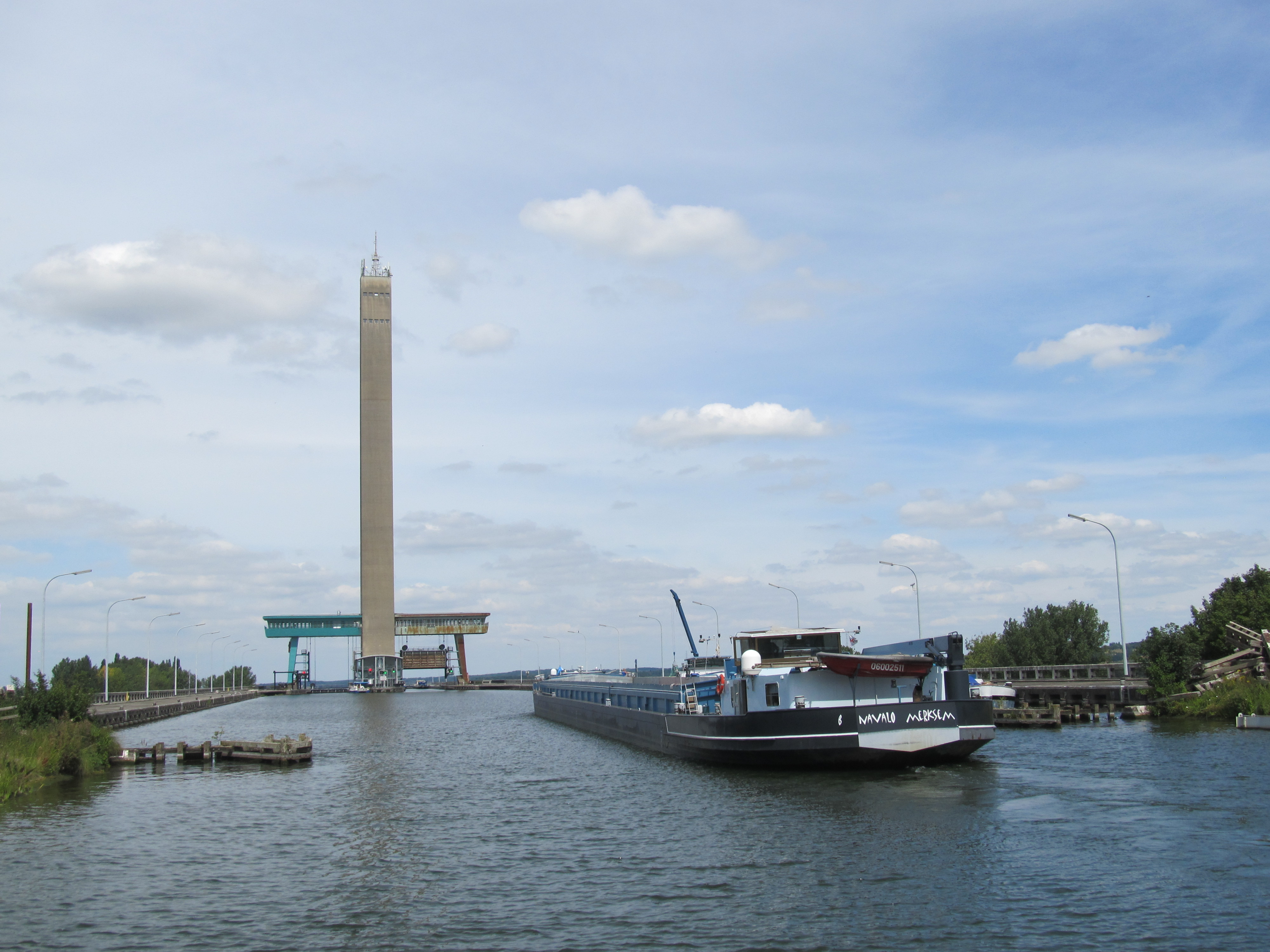
Blick über das Oberwasser auf das Hebewerk

Der 1832 eröffnete Kanal Charleroi–Brüssel war seit 1914 zwischen Charleroi und Clabecq für 300-Tonnen-Schiffe (Pénichen) befahrbar. Größtes Hindernis für die Schifffahrt war stets der durch das Tal der Samme verlaufende Abschnitt Ronquières-Godarville, auf dem mittels zahlreicher Kurven, 14 Schleusen und einem Tunnel ein Höhenunterschied von knapp 70 Meter überwunden werden musste. Das Durchfahren dieses Abschnitts dauerte ein bis zwei Tage.
Nach dem Zweiten Weltkrieg entschied die belgische Regierung, den Kanal auf voller Länge für 1350-Tonnen-Schiffe (Europaschiffe) auszubauen. Daher musste dieser Abschnitt völlig neu trassiert werden. Außerdem sollte der Abschnitt nicht durch Schleusen, sondern ein Schiffshebewerk überwunden werden.
Bereits zum Zeitpunkt der Eröffnung des Schiffshebewerks nahm der Gütertransport auf dem Kanal aufgrund des Niedergangs der Kohle- und Stahlindustrie im Großraum Charleroi erheblich ab. Zwischen 1987 und 1997 wurden pro Jahr nur noch rund 1 Mio. Tonnen Güter über das Schiffshebewerk transportiert. Ab dann nahm die transportierte Tonnage jedoch wieder deutlich zu, so wurden 1999 bereits knapp 1,6 Mio. Tonnen transportiert. Bereits ein Jahr später wurde die Grenze von 2 Mio. Tonnen übersprungen. Ab 2002 wurde es durch das neue Schiffshebewerk Strépy-Thieu im Canal du Centre auch Europaschiffen ermöglicht, nicht nur bis Charleroi zu fahren, sondern auch die Wasserscheide zwischen Maas und Schelde zu überqueren. 2007 transportierte das Schiffshebewerk Ronquières dann etwas mehr als 3 Mio. Tonnen Güter.

## Technik
Beim Schiffshebewerk Ronquières handelt es sich um ein doppeltes Schrägaufzug-Hebewerk mit Längs- und Nassförderung. Die schiefe Ebene hat eine Länge von 1,432 Kilometer und überwindet einen Höhenunterschied von 67,73 Meter. Sie besteht aus zwei parallel angeordneten Betonrinnen, in denen sich die Gegengewichte auf Schienen gegenläufig zum zugehörigen Trog bewegen. Zu beiden Seiten jeder Rinne verläuft auf deren Rand jeweils ein Gleis. Auf diesen beiden Gleisen bewegt sich der Trog selbst, der pro Seite auf 119 paarweise angeordneten, spurkranzlosen Stahlrädern läuft. Deren Führung auf dem Gleis erfolgt über insgesamt 24 horizontal angebrachte Leitrollen an den Trogenden, die separaten Schienen an den Trogwänden folgen. Entsprechendes gilt für die Gegengewichte, die jeweils 96 Radpaare und ebenfalls 24 Leitrollen aufweisen.
Die beiden Tröge, deren Gewicht je nach Wasserstand zwischen 4500 und 5200 Tonnen variiert, haben jeweils ihr eigenes Gegengewicht von 4560 Tonnen und arbeiten daher völlig unabhängig voneinander. Sie haben eine Länge von 91 Meter und eine Breite von 12 Meter und sind durch je acht Stahltrossen (Durchmesser 55 mm, Länge jeweils 1500 m) mit ihrem Gegengewicht verbunden. Die Wassertiefe im Trog kann, abhängig vom Pegel des Oberwassers, zwischen 3,0 und 3,7 Meter schwanken. Tröge und Gegengewichte werden nach dem Prinzip der Treibscheibenförderung bewegt, wobei die Antriebsenergie der Motoren mittels Reibschluss auf die Trossen übertragen wird. Jede der beiden Winden wird von sechs Elektromotoren angetrieben, die bei einer Gleichspannung von 400 V jeweils 170 PS leisten.
Vor Fahrtbeginn wird die Verbindung zum Kanal durch ein Tor unterbrochen, das über einen Portalkran herabgelassen bzw. angehoben werden kann. Auf dieselbe Weise wird das entsprechende Trogtor geschlossen, und der Trog wird in Bewegung gesetzt. Mit einer Höchstgeschwindigkeit von 1,2 m/s beträgt die reine Fahrzeit zwischen den beiden Enden etwa 22 Minuten. Einschließlich der Zeiten für das Öffnen und Schließen der Kanal- und der Trogtore und dem An- und Ablegemanöver benötigt ein Schiff etwa 50 Minuten, um die komplette Anlage zu durchfahren.

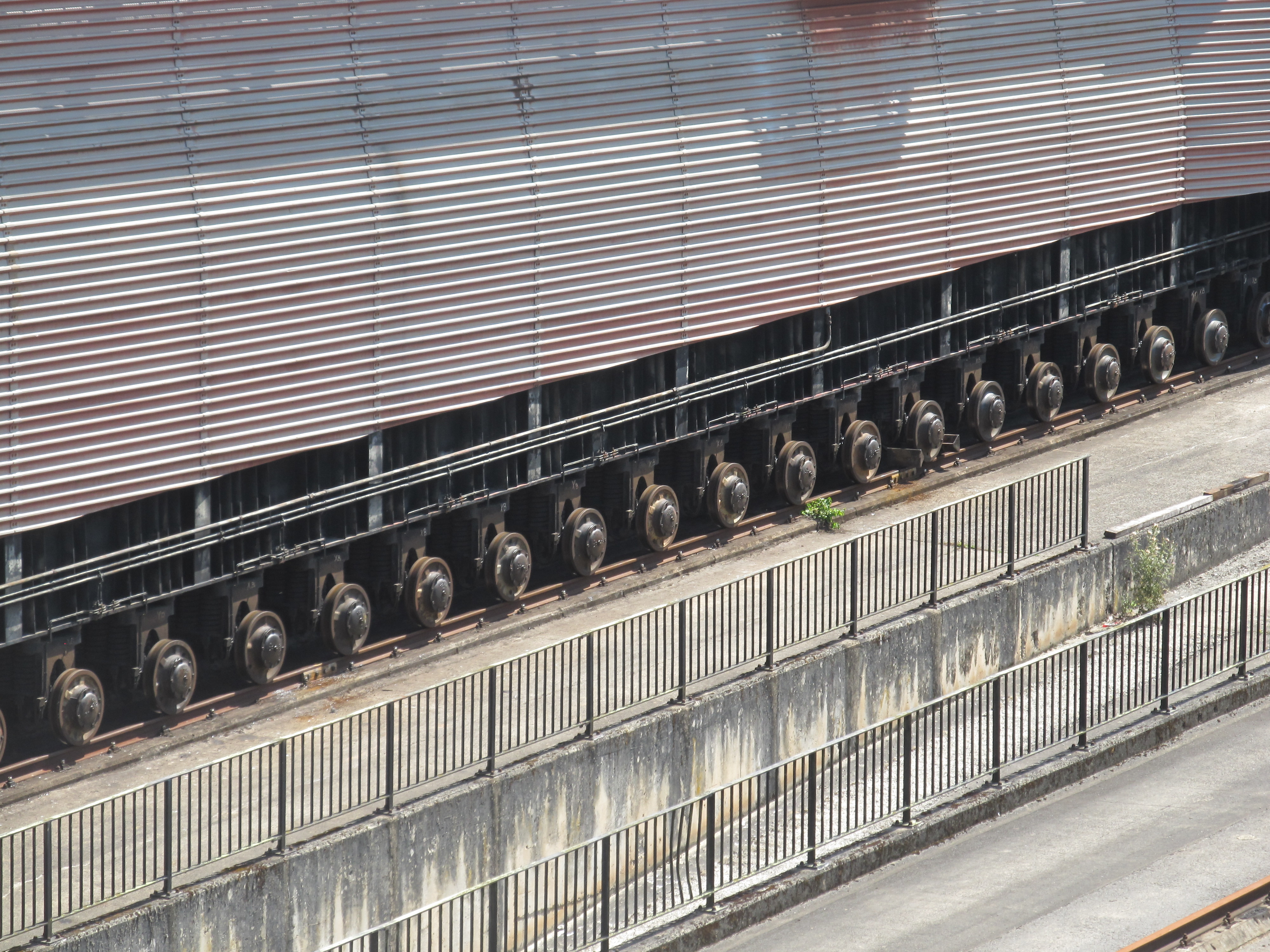
Räder eines Trogs
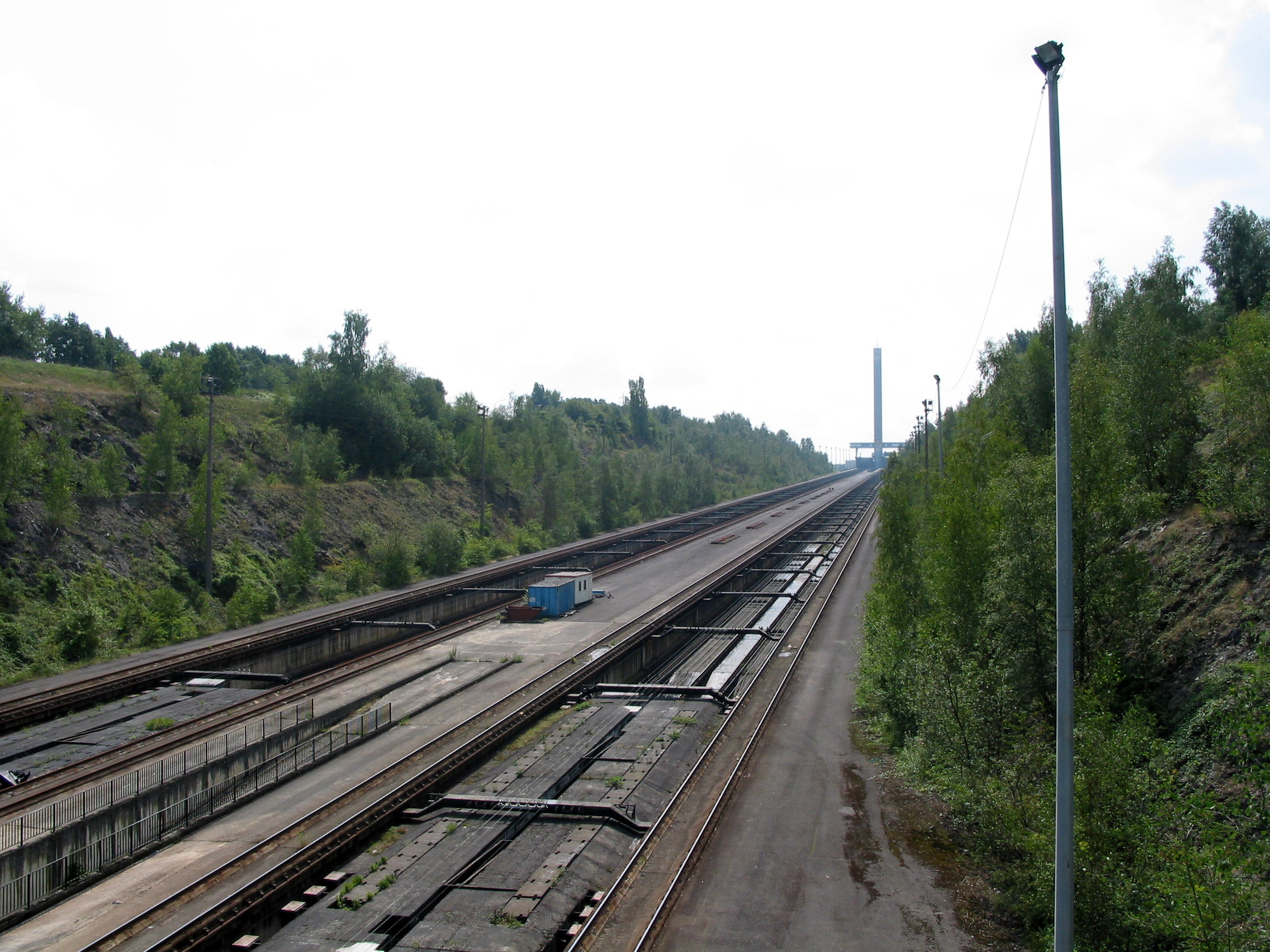
Im Vordergrund die in den Rinnen unterhalb der Tröge laufenden Gegengewichte
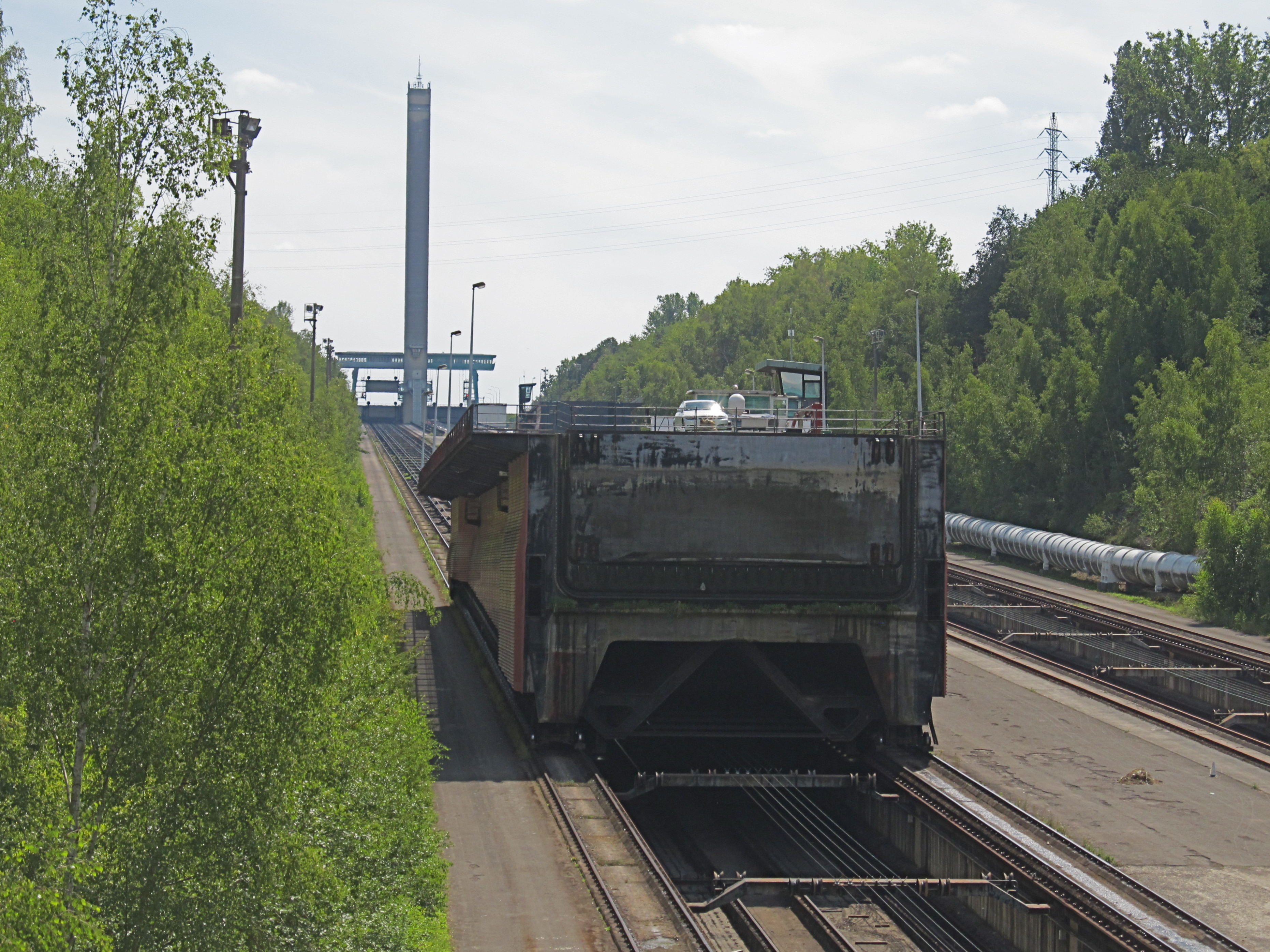
Blick auf die Gleise des östlichen Trogs beiderseits der Rinne und des Gegengewichts am Boden der Rinne
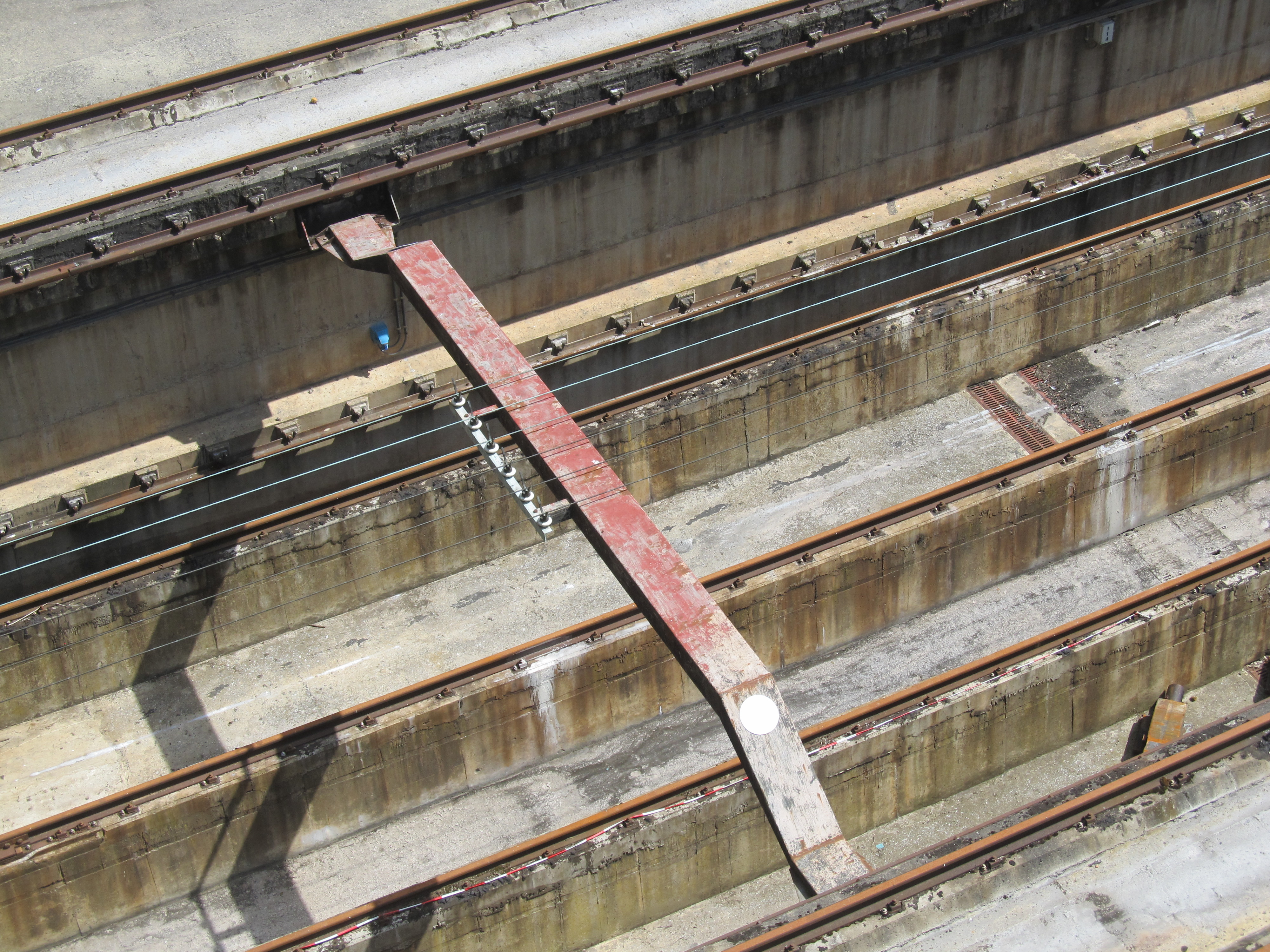
Die Schienen im Detail – links oben jene eines der Troggleise, darunter an der Seitenwand die Führungsschienen der Leitrollen, gefolgt von den Schienen der Gegengewichte

## Tourismus
Bereits bei der Planung des Schiffshebewerks wurde auch an eine touristische Nutzung gedacht. Im oberen Maschinenhaus befand sich ein Besucherzentrum. Von Aussichtsterrassen aus konnte man beim Betrieb des Hebewerkes zusehen, und im Untergeschoss gibt es eine Ausstellung zur Geschichte der belgischen Binnenschifffahrt. Der markante, 150 Meter hohe Turm über dem oberen Maschinenhaus trägt zwar in seinem 6. Stockwerk, etwa einem Viertel seiner Gesamthöhe, den Kontrollraum. Ansonsten hat er aber keinerlei technische Bedeutung, er dient lediglich als Aussichtsturm. Das Besucherzentrum ist geschlossen.

### Festival
Seit 2012 findet jedes Jahr am ersten Augustwochenende rund um das obere Ende des Hebewerks das Ronquières Festival statt. Es handelt sich dabei um ein Musikfestival, auf dem sowohl belgische als auch internationale Rock- und Popmusiker auftreten.